# Llista d'asteroides/196201-196300
| Nom      | Designació provisional | Data de descobriment | Lloc de descobriment | Descobridor/s      |
| -------- | ---------------------- | -------------------- | -------------------- | ------------------ |
| 196201 - | 2003 BP7               | 26 de gener de 2003  | Kitt Peak            | Spacewatch         |
| 196202 - | 2003 BL9               | 26 de gener de 2003  | Palomar              | NEAT               |
| 196203 - | 2003 BB10              | 26 de gener de 2003  | Palomar              | NEAT               |
| 196204 - | 2003 BQ12              | 26 de gener de 2003  | Anderson Mesa        | LONEOS             |
| 196205 - | 2003 BQ15              | 26 de gener de 2003  | Anderson Mesa        | LONEOS             |
| 196206 - | 2003 BM17              | 26 de gener de 2003  | Haleakala            | NEAT               |
| 196207 - | 2003 BC19              | 27 de gener de 2003  | Palomar              | NEAT               |
| 196208 - | 2003 BG20              | 27 de gener de 2003  | Anderson Mesa        | LONEOS             |
| 196209 - | 2003 BY21              | 27 de gener de 2003  | Socorro              | LINEAR             |
| 196210 - | 2003 BM25              | 25 de gener de 2003  | Palomar              | NEAT               |
| 196211 - | 2003 BT30              | 27 de gener de 2003  | Socorro              | LINEAR             |
| 196212 - | 2003 BV31              | 27 de gener de 2003  | Socorro              | LINEAR             |
| 196213 - | 2003 BL32              | 27 de gener de 2003  | Socorro              | LINEAR             |
| 196214 - | 2003 BD37              | 28 de gener de 2003  | Kitt Peak            | Spacewatch         |
| 196215 - | 2003 BG38              | 27 de gener de 2003  | Anderson Mesa        | LONEOS             |
| 196216 - | 2003 BA42              | 27 de gener de 2003  | Socorro              | LINEAR             |
| 196217 - | 2003 BR42              | 29 de gener de 2003  | Palomar              | NEAT               |
| 196218 - | 2003 BH44              | 27 de gener de 2003  | Socorro              | LINEAR             |
| 196219 - | 2003 BF46              | 27 de gener de 2003  | Socorro              | LINEAR             |
| 196220 - | 2003 BK51              | 27 de gener de 2003  | Socorro              | LINEAR             |
| 196221 - | 2003 BM52              | 27 de gener de 2003  | Socorro              | LINEAR             |
| 196222 - | 2003 BW52              | 27 de gener de 2003  | Anderson Mesa        | LONEOS             |
| 196223 - | 2003 BO53              | 27 de gener de 2003  | Socorro              | LINEAR             |
| 196224 - | 2003 BA55              | 27 de gener de 2003  | Haleakala            | NEAT               |
| 196225 - | 2003 BD57              | 27 de gener de 2003  | Socorro              | LINEAR             |
| 196226 - | 2003 BS61              | 28 de gener de 2003  | Socorro              | LINEAR             |
| 196227 - | 2003 BR63              | 28 de gener de 2003  | Palomar              | NEAT               |
| 196228 - | 2003 BM64              | 29 de gener de 2003  | Palomar              | NEAT               |
| 196229 - | 2003 BC67              | 30 de gener de 2003  | Haleakala            | NEAT               |
| 196230 - | 2003 BO80              | 31 de gener de 2003  | Socorro              | LINEAR             |
| 196231 - | 2003 BL82              | 31 de gener de 2003  | Socorro              | LINEAR             |
| 196232 - | 2003 BN84              | 30 de gener de 2003  | Anderson Mesa        | LONEOS             |
| 196233 - | 2003 BC92              | 25 de gener de 2003  | Kitt Peak            | Spacewatch         |
| 196234 - | 2003 CH2               | 1 de febrer de 2003  | Socorro              | LINEAR             |
| 196235 - | 2003 CJ2               | 1 de febrer de 2003  | Socorro              | LINEAR             |
| 196236 - | 2003 CV2               | 2 de febrer de 2003  | Socorro              | LINEAR             |
| 196237 - | 2003 CL10              | 2 de febrer de 2003  | Socorro              | LINEAR             |
| 196238 - | 2003 CY10              | 3 de febrer de 2003  | Anderson Mesa        | LONEOS             |
| 196239 - | 2003 CZ17              | 7 de febrer de 2003  | Desert Eagle         | W. K. Y. Yeung     |
| 196240 - | 2003 CH18              | 8 de febrer de 2003  | Socorro              | LINEAR             |
| 196241 - | 2003 CT19              | 8 de febrer de 2003  | Socorro              | LINEAR             |
| 196242 - | 2003 CV21              | 3 de febrer de 2003  | Socorro              | LINEAR             |
| 196243 - | 2003 DS2               | 22 de febrer de 2003 | Desert Eagle         | W. K. Y. Yeung     |
| 196244 - | 2003 DH8               | 22 de febrer de 2003 | Palomar              | NEAT               |
| 196245 - | 2003 DB9               | 24 de febrer de 2003 | Campo Imperatore     | CINEOS             |
| 196246 - | 2003 DL9               | 24 de febrer de 2003 | Campo Imperatore     | CINEOS             |
| 196247 - | 2003 DP9               | 25 de febrer de 2003 | Campo Imperatore     | CINEOS             |
| 196248 - | 2003 DX13              | 26 de febrer de 2003 | Haleakala            | NEAT               |
| 196249 - | 2003 DA14              | 26 de febrer de 2003 | Haleakala            | NEAT               |
| 196250 - | 2003 DN17              | 22 de febrer de 2003 | Goodricke-Pigott     | J. W. Kessel       |
| 196251 - | 2003 DL21              | 23 de febrer de 2003 | Anderson Mesa        | LONEOS             |
| 196252 - | 2003 DY23              | 23 de febrer de 2003 | Anderson Mesa        | LONEOS             |
| 196253 - | 2003 DC24              | 22 de febrer de 2003 | Palomar              | NEAT               |
| 196254 - | 2003 DU24              | 23 de febrer de 2003 | Kitt Peak            | Spacewatch         |
| 196255 - | 2003 EZ                | 5 de març de 2003    | Socorro              | LINEAR             |
| 196256 - | 2003 EH1               | 6 de març de 2003    | Anderson Mesa        | LONEOS             |
| 196257 - | 2003 EM3               | 6 de març de 2003    | Socorro              | LINEAR             |
| 196258 - | 2003 EM5               | 5 de març de 2003    | Socorro              | LINEAR             |
| 196259 - | 2003 ED6               | 6 de març de 2003    | Anderson Mesa        | LONEOS             |
| 196260 - | 2003 EE7               | 6 de març de 2003    | Anderson Mesa        | LONEOS             |
| 196261 - | 2003 EQ9               | 6 de març de 2003    | Anderson Mesa        | LONEOS             |
| 196262 - | 2003 EK10              | 6 de març de 2003    | Socorro              | LINEAR             |
| 196263 - | 2003 EW10              | 6 de març de 2003    | Socorro              | LINEAR             |
| 196264 - | 2003 EE11              | 6 de març de 2003    | Socorro              | LINEAR             |
| 196265 - | 2003 EF11              | 6 de març de 2003    | Socorro              | LINEAR             |
| 196266 - | 2003 EC12              | 6 de març de 2003    | Socorro              | LINEAR             |
| 196267 - | 2003 EF12              | 6 de març de 2003    | Socorro              | LINEAR             |
| 196268 - | 2003 ES15              | 7 de març de 2003    | Socorro              | LINEAR             |
| 196269 - | 2003 EG17              | 5 de març de 2003    | Socorro              | LINEAR             |
| 196270 - | 2003 EK19              | 6 de març de 2003    | Anderson Mesa        | LONEOS             |
| 196271 - | 2003 ED20              | 6 de març de 2003    | Anderson Mesa        | LONEOS             |
| 196272 - | 2003 EE21              | 6 de març de 2003    | Anderson Mesa        | LONEOS             |
| 196273 - | 2003 EC22              | 6 de març de 2003    | Socorro              | LINEAR             |
| 196274 - | 2003 ET22              | 6 de març de 2003    | Socorro              | LINEAR             |
| 196275 - | 2003 EJ23              | 6 de març de 2003    | Socorro              | LINEAR             |
| 196276 - | 2003 EP24              | 6 de març de 2003    | Socorro              | LINEAR             |
| 196277 - | 2003 EH26              | 6 de març de 2003    | Anderson Mesa        | LONEOS             |
| 196278 - | 2003 ES26              | 6 de març de 2003    | Anderson Mesa        | LONEOS             |
| 196279 - | 2003 ET28              | 6 de març de 2003    | Socorro              | LINEAR             |
| 196280 - | 2003 EL29              | 6 de març de 2003    | Socorro              | LINEAR             |
| 196281 - | 2003 EM29              | 6 de març de 2003    | Socorro              | LINEAR             |
| 196282 - | 2003 EX31              | 7 de març de 2003    | Socorro              | LINEAR             |
| 196283 - | 2003 ES33              | 7 de març de 2003    | Anderson Mesa        | LONEOS             |
| 196284 - | 2003 EO36              | 7 de març de 2003    | Anderson Mesa        | LONEOS             |
| 196285 - | 2003 ET41              | 6 de març de 2003    | Socorro              | LINEAR             |
| 196286 - | 2003 ED45              | 7 de març de 2003    | Socorro              | LINEAR             |
| 196287 - | 2003 EQ45              | 7 de març de 2003    | Socorro              | LINEAR             |
| 196288 - | 2003 EU48              | 9 de març de 2003    | Socorro              | LINEAR             |
| 196289 - | 2003 EZ48              | 9 de març de 2003    | Socorro              | LINEAR             |
| 196290 - | 2003 EP49              | 10 de març de 2003   | Anderson Mesa        | LONEOS             |
| 196291 - | 2003 EP50              | 9 de març de 2003    | Socorro              | LINEAR             |
| 196292 - | 2003 ES52              | 8 de març de 2003    | Socorro              | LINEAR             |
| 196293 - | 2003 EV58              | 11 de març de 2003   | Palomar              | NEAT               |
| 196294 - | 2003 ER59              | 12 de març de 2003   | Palomar              | NEAT               |
| 196295 - | 2003 EP61              | 6 de març de 2003    | Anderson Mesa        | LONEOS             |
| 196296 - | 2003 EY61              | 12 de març de 2003   | Kitt Peak            | Spacewatch         |
| 196297 - | 2003 FA                | 21 de març de 2003   | Wrightwood           | J. W. Young        |
| 196298 - | 2003 FQ                | 22 de març de 2003   | Kleť                 | J. Tichá, M. Tichý |
| 196299 - | 2003 FN1               | 24 de març de 2003   | Haleakala            | NEAT               |
| 196300 - | 2003 FW3               | 23 de març de 2003   | Haleakala            | NEAT               |